# シャーナーズ・パフラヴィー
シャーナーズ・パフラヴィー（ペルシア語:شهناز پهلوی；ラテン文字転写:Šahnāz Pahlavi, 1940年10月27日 - ）は、パフラヴィー朝イランの王女。最後のイラン皇帝モハンマド・レザー・シャーの長女で、現在のイラン皇帝家家長クロシュ・レザー・パフラヴィーの異母姉。

## 来歴
モハンマド・レザーとその最初の妻でエジプト王フアード1世の娘であるファウズィーヤの間の長女、一人娘として、テヘランのサアダーバード宮殿（Sa'dabad Palace）で生まれた。両親が1948年に離婚した後は、実母とは離れて暮らした。1957年10月11日にゴレスターン宮殿（Golestan Palace）において、外交官のアルデシール・ザヘディ（Ardeshir Zahedi）と結婚した。アルデシールは1953年のクーデターでモハンマド・モサッデクを失脚させて首相となったファズロラ・ザヘディ将軍（Fazlollah Zahedi）の息子である。夫妻の間には一人娘のザーフラ（1958年 - ）が生まれたが、1964年には離婚した。
1971年2月にパリのイラン大使館において、ガージャール朝のファトフ・アリー・シャーの子孫であるホスロー・ジャハーンバーニー（Khosrow Jahanbani、1942年 - ）と再婚し、間にカイホスロー（1971年 - ）、ファウズィーヤ（1973年 - ）の1男1女をもうけた。
ホスローとは、2014年4月に死別している。
父王の在位中は2つの農業法人とホンダの組み立て工場の代表出資者として関わっていた。
1979年のイラン革命で家族と共に国外に脱出し、スイスに移住した。